# Журов, Василий Семёнович
Василий Семёнович Журов (24 декабря 1907 года с. Воскресенское, Шуйский уезд, Владимирская губерния, Российская империя — 23 февраля 1980 года, г. Красноярск, РСФСР, СССР) — советский государственный и партийный деятель, директор Красноярского педагогического института в 1940—1942 годах.

## Биография
В 1933 году окончил Ярославский педагогический институт.
В феврале 1933 года приступил к работе заместителя директора и преподавателя обществоведения в техникуме г. Енисейска.
В 1937—1940 годах — директор Красноярского краевого института усовершенствования учителей.
В 1940—1942 — исполнял обязанности директора Красноярского государственного педагогического института.
В 1940 году пригласил на работу в Красноярский пединститут молодого преподавателя МГУ, в то время кандидата физико-математических наук Леонида Васильевича Киренского, ставшего впоследствии академиком АН СССР, основателем первого академического института в Красноярске.
В 1942 году перешёл на работу в Красноярский краевой комитет КПСС, где его непосредственным руководителем являлся К. У. Черненко.
Во второй половине 1950-х годов работал первым секретарем Центрального райкома КПСС г. Красноярска.

## Награды
Награждён орденом «Знак Почета» и шестью медалями.